# Ali MacGraw
Ali MacGraw, nascida Elizabeth Alice MacGraw, (Pound Ridge, Nova Iorque, 1 de abril de 1939) é uma atriz estadunidense.
Entre os filmes mais famosos que protagonizou, estão Love Story, Os implacáveis e Comboio, estes dois últimos dirigidos por Sam Peckinpah.
Foi casada com o produtor de cinema Robert Evans e com o ator Steve McQueen.

## Filmografia
| Ano  | Título                                        | Personagem           | Notas |
| ---- | --------------------------------------------- | -------------------- | --- |
| 1968 | A Lovely Way to Die                           | Melody               | |
| 1969 | Goodbye, Columbus                             | Brenda Patimkin      | Golden Globe Award, categoria Atriz Revelação Indicada — BAFTA Award categoria Revelação                                            |
| 1970 | Love Story                                    | Jennifer Cavilleri   | David di Donatello categoria Melhor Atriz Golden Globe Award categoria Melhor Atriz Indicada — Academy Award categoria Melhor Atriz |
| 1972 | Os implacáveis                                | Carol McCoy          | |
| 1978 | Convoy (filme)                                | Melissa              | |
| 1979 | Players                                       | Nicole Boucher       | |
| 1980 | Just Tell Me What You Want                    | Bones Burton         | |
| 1983 | The Winds of War                              | Natalie Jastrow      | Mini-série |
| 1983 | China Rose                                    | Rose                 | (TV) |
| 1985 | Dinastia                                      | Lady Ashley Mitchell | Série de TV (14 episódios) |
| 1986 | Murder Elite                                  | Diane Baker          | |
| 1992 | Survive the Savage Sea                        | Claire Carpenter     | |
| 1993 | Gunsmoke: The Long Ride                       | Uncle Jane Merkel    | TV |
| 1994 | Natural Causes                                | Fran Jakes           | |
| 1997 | Glam                                          | Lynn Travers         | |
| 1999 | Get Bruce                                     | ela mesma            | |
| 2002 | The Trail of the Painted Ponies               | Narradora            | |
| 2005 | Passion & Poetry: The Ballad of Sam Peckinpah | ela mesma            | |
| 2007 | Do You Sleep in the Nude?                     | ela mesma            | |

## o Ligações externas
- Ali MacGraw. no IMDb.